# Raymond Defonseca
Raymond Defonseca (Bergen, 5 juli 1904 - Sint Gillis, 6 februari 1956) was een Belgisch verzetsstrijder tijdens de Tweede Wereldoorlog.
Defonseca verbleef tijdens de Eerste Wereldoorlog in Knokke. In 1930 huwde hij met Gabrielle Deckers en in 1932 verhuisden ze naar Sint-Gillis, waar hij bij het begin van de Tweede Wereldoorlog adjunct-commissaris werd bij de gemeentepolitie.
Begin 1941 sloot Raymond Defonseca zich aan bij de Belgische Nationale Beweging (BNB). Hij werd al snel de adjunct van Camille Joset. Na diens aanhouding nam Defonseca de leiding van de verzetsbeweging over. Hij gaf vorm aan het sluikblad "De Stem der Belgen" en verbreedde de activiteiten van de BNB.
Raymond Defonseca werd nog tijdens de oorlog gearresteerd en hard aangepakt. Na de bevrijding werd Raymond Defonseca tot 1948 als hoofdcommissaris gedetacheerd naar de Staatsveiligheid.
Hij stierf onverwacht op 6 februari 1956 in Sint Gillis.